# Exoporia
Exoporia — інфраряд хоботкових  метеликів. Інфраряд містить 625 видів. Від інших метеликів відрізняється унікальною жіночою репродуктивною системою. Жіночі статеві органи виходять назовні двома порами, але на відміну від двопорих метеликів, вони не з'єднані між собою. 

## Класифікація
Інфраряд включає дві надродини: Mnesarchaeoidea і Hepialoidea. Exoporia є природною групою, яка є сестринською до інфраряду різнокрилі метелики. 